# Жан де Шель
Жан де Шель (фр. Jehan de Chelles; нар. ? Шель — пом. бл. 1265, Париж) — французький архітектор середини XIII століття, був одним з архітекторів собору Паризької Богоматері в Парижі.
З 1258 року працював над бічними фасадами, що примикають до нав собору, а також над його північними і південними воротами. У 1265 році його змінив архітектор П'єр де Монтрей.
На південному бічному фасаді собору Паризької Богоматері розміщується табличка з іменем архітектора, датована 1258 роком.